# Agent (jeu vidéo)
Pour les articles homonymes, voir Agent.
Agent est un projet de jeu vidéo qui devait être développé par Rockstar North, prévu sur la console PlayStation 3 avant d'être annulé. L'histoire devait se dérouler vers la fin des années 1970, autour d'une trame d'espionnage et d'assassinat. Le jeu est annoncé au cours de l'E3 2009, lors de la conférence de presse de Sony.

## Historique
Sam Houser, cofondateur de Rockstar Games, a annoncé que le titre aurait dû faire vivre une expérience exceptionnelle au joueur, et que les développeurs auraient tenté de retranscrire au maximum l'ambiance décrite comme les « heures les plus sombres de la fin des années 1970 » par Jack Tretton, le PDG de Sony Computer Entertainment America.
Le jeu refait parler de lui le 18 juillet 2013 alors que l'éditeur Take Two renouvelle le dépôt de marque du jeu, laissant ainsi présager une reprise du projet après un grand silence de quatre ans. Rockstar maintient jusqu'en 2021 un site officiel pour Agent, qui n'a jamais été mis à jour (message Coming soon et utilisation d'une charte graphique abandonnée). Après avoir de nouveau renouvelé le dépôt de marque en 2016, Take Two décide d'abandonner la marque en 2018.
En février 2019, Polygon mène une enquête sur le développement d’Agent et il est révélé que le jeu était en développement chez Rockstar San Diego depuis 2004.